# Intégrale trigonométrique
En mathématiques, les intégrales trigonométriques sont une famille d'intégrales basées sur les fonctions trigonométriques.

## Intégrales trigonométriques

Si(x) (bleu) et Ci(x) (vert).

### Sinus intégral

Tracé de Si(x) pour 0 ≤ x ≤ 8 π.

Sinus intégral sur le plan complexe, tracé avec une coloration de régions.

Il existe deux fonctions sinus intégrales :
{\displaystyle \operatorname {Si} (x)=\int _{0}^{x}{\frac {\sin t}{t}}\,\mathrm {d} t}
{\displaystyle \operatorname {si} (x)=-\int _{x}^{\infty }{\frac {\sin t}{t}}\,\mathrm {d} t~.}
On peut remarquer que l'intégrande sin(t)/t est la fonction sinus cardinal, et la fonction de Bessel sphérique d'ordre 0.
Puisque sinc est une fonction entière paire (holomorphe sur tout le plan complexe), Si est entière, impaire, et l'intégrale dans sa définition peut être calculée le long de tout chemin reliant les extrémités.
Par définition, Si(x) et la primitive de sin x / x qui s'annule en x = 0, et si(x) est celle qui s'annule pour x → ∞. Leur différence est donnée par l'intégrale de Dirichlet :
{\displaystyle \operatorname {Si} (x)-\operatorname {si} (x)=\int _{0}^{\infty }{\frac {\sin t}{t}}\,\mathrm {d} t={\frac {\pi }{2}}.}
En traitement du signal, les oscillations du sinus intégral génèrent des suroscillations en utilisant le filtre sinus cardinal, et des suroscillations fréquentielles en utilisant un filtre sinus cardinal tronqué comme filtre passe-bas.
Ce phénomène est en lien avec le phénomène de Gibbs : si le sinus intégral est considéré comme la convolution de la fonction sinus cardinal avec la fonction de Heaviside, cela revient à tronquer la série de Fourier, d'où l'apparition du phénomène de Gibbs.

### Cosinus intégral

Tracé de Ci(x) pour 0 < x ≤ 8π.

Tracé de Ci(x) sur le plan complexe entre -2-2i et 2+2i.

Cosinus intégral sur le plan complexe. On peut voir la coupure le long du demi-axe des réels négatifs.

Il existe deux fonctions cosinus intégrales :
{\displaystyle \operatorname {Ci} (x)=-\int _{x}^{\infty }{\frac {\cos t}{t}}\,\mathrm {d} t}
{\displaystyle \operatorname {Cin} (x)=\int _{0}^{x}{\frac {1-\cos t}{t}}\,\mathrm {d} t=\gamma +\ln x-\operatorname {Ci} (x)\qquad ~{\text{ pour }}~\left|\operatorname {Arg} (x)\right|<\pi ~,}
où γ ≈ 0.57721566 ... est la constante d'Euler-Mascheroni. Certains textes utilisent la notation ci au lieu de Ci.
Ci(x) est la primitive de cos(x)/x qui s'annule pour x → ∞.
Cin est une fonction entière paire. Pour cela, certains auteurs préfèrent définir Cin puis en déduire Ci.

### Généralisations
Les fonctions intégrales généralisées sont définies, pour x réel positif, par:
{\displaystyle \forall z\in \mathbb {C} ,\ 0<\Re (z)<2,\ \mathrm {Si} (x,z)=\int _{0}^{x}{\frac {\sin(t)}{t^{z}}}~\mathrm {d} t,}
{\displaystyle \forall z\in \mathbb {C} ,\ 0<\Re (z)<1,\ \mathrm {Ci} (x,z)=\int _{0}^{x}{\frac {\cos(t)}{t^{z}}}~\mathrm {d} t}
On a alors :
{\displaystyle \mathrm {Si} (x,0)=1-\cos(x),\ \mathrm {Ci} (x,0)=\sin(x)}
{\displaystyle \mathrm {Si} (x,1)=\mathrm {Si} (x),\ \mathrm {Ci} (x,1)=\int _{0}^{+infty}{\frac {\cos(t)}{t^{z}}}~\mathrm {d} t-\mathrm {Ci} (x)}
{\displaystyle \mathrm {Si} (x,1/2)=2S({\sqrt {x}}),\,\mathrm {Ci} (x,1/2)=2C({\sqrt {x}})}, où S et C sont les fonctions de Fresnel.
Ces fonctions ont été utilisées dans l'étude du phénomène de Gibbs.

## Intégrales trigonométriques hyperboliques

### Sinus hyperbolique intégral

Tracé de Shi(x) sur le plan complexe entre -2-2i et 2+2i.

Le sinus hyperbolique intégral est défini par
{\displaystyle \operatorname {Shi} (x)=\int _{0}^{x}{\frac {\sinh(t)}{t}}\,\mathrm {d} t.}
On peut la relier à la fonction sinus intégral par l'égalité :
{\displaystyle \operatorname {Si} (\mathrm {i} x)=\mathrm {i} \operatorname {Shi} (x).}

### Cosinus hyperbolique intégral

Tracé de Chi(x) sur le plan complexe entre -2-2i et 2+2i.

Le cosinus hyperbolique intégral est défini par
{\displaystyle \operatorname {Chi} (x)=\gamma +\ln x+\int _{0}^{x}{\frac {\cosh t-1}{t}}\,\mathrm {d} t\qquad ~{\text{ pour }}~\left|\operatorname {Arg} (x)\right|<\pi ~,}
où {\displaystyle \gamma } est la constante d'Euler-Mascheroni.
Il a pour développement limité
{\displaystyle \operatorname {Chi} (x)=\gamma +\ln(x)+{\frac {x^{2}}{4}}+{\frac {x^{4}}{96}}+{\frac {x^{6}}{4320}}+{\frac {x^{8}}{322560}}+{\frac {x^{10}}{36288000}}+O(x^{12}).}

## Fonctions auxiliaires
Les intégrales trigonométriques peuvent être vues en termes de "fonctions auxiliaires"
{\displaystyle {\begin{aligned}f(x)\equiv &\int _{0}^{\infty }{\frac {\sin(t)}{t+x}}\,\mathrm {d} t&=&\int _{0}^{\infty }{\frac {\mathrm {e} ^{-xt}}{t^{2}+1}}\,\mathrm {d} t&=&\operatorname {Ci} (x)\sin(x)+\left[{\frac {\pi }{2}}-\operatorname {Si} (x)\right]\cos(x)~,\\[5pt]g(x)\equiv &\int _{0}^{\infty }{\frac {\cos(t)}{t+x}}\,\mathrm {d} t&=&\int _{0}^{\infty }{\frac {t\mathrm {e} ^{-xt}}{t^{2}+1}}\,\mathrm {d} t&=&-\operatorname {Ci} (x)\cos(x)+\left[{\frac {\pi }{2}}-\operatorname {Si} (x)\right]\sin(x)~.\end{aligned}}}
À partir de ces fonctions, les intégrales trigonométriques peuvent être réécrites en 
(cf. Abramowitz & Stegun, p. 232)
{\displaystyle {\begin{array}{rcl}{\frac {\pi }{2}}-\operatorname {Si} (x)=-\operatorname {si} (x)&=&f(x)\cos(x)+g(x)\sin(x)~,\qquad {\text{ et }}\\\operatorname {Ci} (x)&=&f(x)\sin(x)-g(x)\cos(x)~.\\\end{array}}}

## Spirale de Nielsen

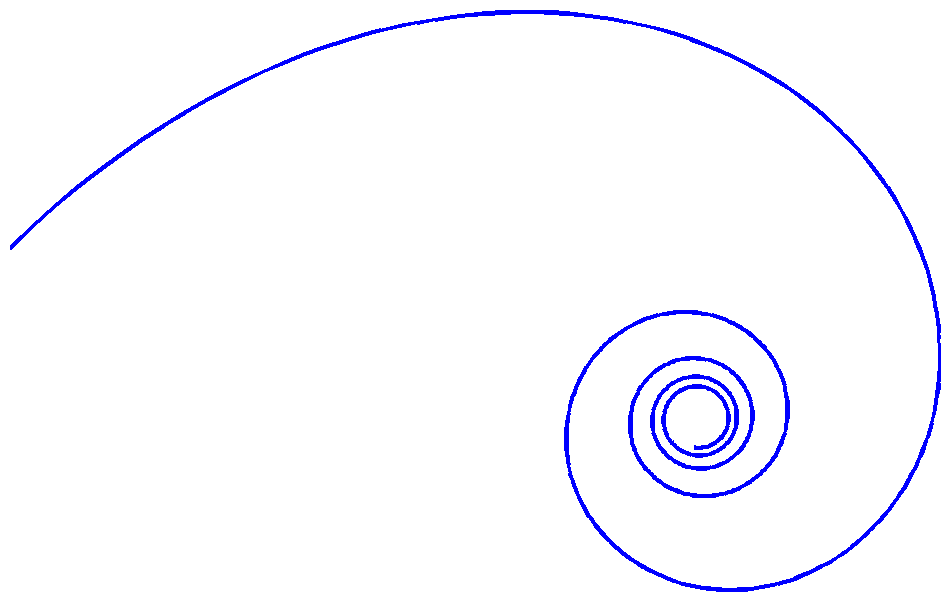
Spirale de Nielsen.

La spirale paramétrée par les fonctions si , ci est connue comme la spirale de Nielsen :
{\displaystyle {\begin{cases}x(t)=a\times \operatorname {ci} (t)\\y(t)=a\times \operatorname {si} (t)\end{cases}}}
La spirale est liée aux intégrales de Fresnel et la spirale d'Euler. La spirale de Nielsen a des applications en traitement de la vision, constructions de route, entre autres.

## Développements
Selon la valeur de l'argument, on pourra choisir différentes écritures de développements des intégrales trigonométriques.

### Séries asymptotiques
{\displaystyle \operatorname {Si} (x)\sim {\frac {\pi }{2}}-{\frac {\cos x}{x}}\left(1-{\frac {2!}{x^{2}}}+{\frac {4!}{x^{4}}}-{\frac {6!}{x^{6}}}\cdots \right)-{\frac {\sin x}{x}}\left({\frac {1}{x}}-{\frac {3!}{x^{3}}}+{\frac {5!}{x^{5}}}-{\frac {7!}{x^{7}}}\cdots \right)}
{\displaystyle \operatorname {Ci} (x)\sim {\frac {\sin x}{x}}\left(1-{\frac {2!}{x^{2}}}+{\frac {4!}{x^{4}}}-{\frac {6!}{x^{6}}}\cdots \right)-{\frac {\cos x}{x}}\left({\frac {1}{x}}-{\frac {3!}{x^{3}}}+{\frac {5!}{x^{5}}}-{\frac {7!}{x^{7}}}\cdots \right)~.}
Ces séries sont asymptotiques et divergentes, mais peuvent être utilisées pour des estimations et évaluations dès que ℜ(x) ≫ 1.

### Séries convergentes
Les développements suivants se déduisent des séries de Maclaurin du sinus et du cosinus :
{\displaystyle \operatorname {Si} (x)=\sum _{n=0}^{\infty }{\frac {(-1)^{n}x^{2n+1}}{(2n+1)(2n+1)!}}=x-{\frac {x^{3}}{3!\cdot 3}}+{\frac {x^{5}}{5!\cdot 5}}-{\frac {x^{7}}{7!\cdot 7}}\pm \cdots }
{\displaystyle \operatorname {Ci} (x)=\gamma +\ln x+\sum _{n=1}^{\infty }{\frac {(-1)^{n}x^{2n}}{2n(2n)!}}=\gamma +\ln x-{\frac {x^{2}}{2!\cdot 2}}+{\frac {x^{4}}{4!\cdot 4}}\mp \cdots }
Elles sont convergentes pour tout complexe x, mais pour |x| ≫ 1, la convergence lente va imposer d'utiliser un grand nombre de termes.

## Relation avec l'exponentielle intégrale d'argument imaginaire
On considère la fonction exponentielle intégrale
{\displaystyle \operatorname {E} _{1}(z)=\int _{1}^{\infty }{\frac {\exp(-zt)}{t}}\,\mathrm {d} t\qquad ~{\text{ pour }}~\Re (z)\geq 0.}
Elle est très proche des fonctions Si et Ci :
{\displaystyle \operatorname {E} _{1}(\mathrm {i} x)=\mathrm {i} \left(-{\frac {\pi }{2}}+\operatorname {Si} (x)\right)-\operatorname {Ci} (x)=\mathrm {i} \operatorname {si} (x)-\operatorname {ci} (x)\qquad ~{\text{ pour }}~x>0~.}
Comme toutes ces fonctions sont analytiques sauf sur la branche des valeurs négatives de l'argument, le domaine de validité de la relation doit être étendu à (hors de ce domaine, des termes additionnels sous forme de facteurs entiers de π apparaissent.)
Les cas de l'argument imaginaire pur de la fonction exponentielle intégrale sont 
{\displaystyle \int _{1}^{\infty }\cos(ax){\frac {\ln x}{x}}\,\mathrm {d} x=-{\frac {\pi ^{2}}{24}}+\gamma \left({\frac {\gamma }{2}}+\ln a\right)+{\frac {\ln ^{2}a}{2}}+\sum _{n\geq 1}{\frac {(-a^{2})^{n}}{(2n)!\,(2n)^{2}}}~,}
qui est la partie réelle de
{\displaystyle \int _{1}^{\infty }\mathrm {e} ^{\mathrm {i} ax}{\frac {\ln x}{x}}\,\mathrm {d} x=-{\frac {\pi ^{2}}{24}}+\gamma \left({\frac {\gamma }{2}}+\ln a\right)+{\frac {\ln ^{2}a}{2}}-{\frac {\pi }{2}}\mathrm {i} \left(\gamma +\ln a\right)+\sum _{n\geq 1}{\frac {(\mathrm {i} a)^{n}}{n!\,n^{2}}}~.}
De façon similaire,
{\displaystyle \int _{1}^{\infty }\mathrm {e} ^{\mathrm {i} ax}{\frac {\ln x}{x^{2}}}\,\mathrm {d} x=1+\mathrm {i} a\left[-{\frac {\pi ^{2}}{24}}+\gamma \left({\frac {\gamma }{2}}+\ln a-1\right)+{\frac {\ln ^{2}a}{2}}-\ln a+1\right]+{\frac {\pi a}{2}}\left(\gamma +\ln a-1\right)+\sum _{n\geq 1}{\frac {(\mathrm {i} a)^{n+1}}{(n+1)!\,n^{2}}}~.}

## Méthodes de calcul efficaces
Les approximants de Padé des séries de Taylor convergentes donnent une méthode efficace d'évaluation des fonctions pour de petits arguments. Les formules suivantes, données par Rowe et al. (2015), sont précises à au moins 10−16 pour 0 ≤ x ≤ 4,
{\displaystyle {\begin{array}{rcl}\operatorname {Si} (x)&\approx &x\cdot \left({\frac {\begin{array}{l}1-4,54393409816329991\cdot 10^{-2}\cdot x^{2}+1,15457225751016682\cdot 10^{-3}\cdot x^{4}-1,41018536821330254\cdot 10^{-5}\cdot x^{6}\\~~~+9,43280809438713025\cdot 10^{-8}\cdot x^{8}-3,53201978997168357\cdot 10^{-10}\cdot x^{10}+7,08240282274875911\cdot 10^{-13}\cdot x^{12}\\~~~-6,05338212010422477\cdot 10^{-16}\cdot x^{14}\end{array}}{\begin{array}{l}1+1,01162145739225565\cdot 10^{-2}\cdot x^{2}+4,99175116169755106\cdot 10^{-5}\cdot x^{4}+1,55654986308745614\cdot 10^{-7}\cdot x^{6}\\~~~+3,28067571055789734\cdot 10^{-10}\cdot x^{8}+4,5049097575386581\cdot 10^{-13}\cdot x^{10}+3,21107051193712168\cdot 10^{-16}\cdot x^{12}\end{array}}}\right)\\&~&\\\operatorname {Ci} (x)&\approx &\gamma +\ln(x)+x^{2}\cdot \left({\frac {\begin{array}{l}-0,25+7,51851524438898291\cdot 10^{-3}\cdot x^{2}-1,27528342240267686\cdot 10^{-4}\cdot x^{4}+1,05297363846239184\cdot 10^{-6}\cdot x^{6}\\~~~-4,68889508144848019\cdot 10^{-9}\cdot x^{8}+1,06480802891189243\cdot 10^{-11}\cdot x^{10}-9,93728488857585407\cdot 10^{-15}\cdot x^{12}\\\end{array}}{\begin{array}{l}1+1,1592605689110735\cdot 10^{-2}\cdot x^{2}+6,72126800814254432\cdot 10^{-5}\cdot x^{4}+2,55533277086129636\cdot 10^{-7}\cdot x^{6}\\~~~+6,97071295760958946\cdot 10^{-10}\cdot x^{8}+1,38536352772778619\cdot 10^{-12}\cdot x^{10}+1,89106054713059759\cdot 10^{-15}\cdot x^{12}\\~~~+1,39759616731376855\cdot 10^{-18}\cdot x^{14}\\\end{array}}}\right)\end{array}}}
Les intégrales peuvent également être évaluées indirectement par les fonctions auxiliaires {\displaystyle f(x)} et {\displaystyle g(x)}.
Pour x ≥ 4, les fonctions rationnelles de Padé ci-dessous approchent {\displaystyle f(x)} et {\displaystyle g(x)} avec une erreur inférieure à 10−16:
{\displaystyle {\begin{array}{rcl}f(x)&\approx &{\dfrac {1}{x}}\cdot \left({\frac {\begin{array}{l}1+7,44437068161936700618\cdot 10^{2}\cdot x^{-2}+1,96396372895146869801\cdot 10^{5}\cdot x^{-4}+2,37750310125431834034\cdot 10^{7}\cdot x^{-6}\\~~~+1,43073403821274636888\cdot 10^{9}\cdot x^{-8}+4,33736238870432522765\cdot 10^{10}\cdot x^{-10}+6,40533830574022022911\cdot 10^{11}\cdot x^{-12}\\~~~+4,20968180571076940208\cdot 10^{12}\cdot x^{-14}+1,00795182980368574617\cdot 10^{13}\cdot x^{-16}+4,94816688199951963482\cdot 10^{12}\cdot x^{-18}\\~~~-4,94701168645415959931\cdot 10^{11}\cdot x^{-20}\end{array}}{\begin{array}{l}1+7,46437068161927678031\cdot 10^{2}\cdot x^{-2}+1,97865247031583951450\cdot 10^{5}\cdot x^{-4}+2,41535670165126845144\cdot 10^{7}\cdot x^{-6}\\~~~+1,47478952192985464958\cdot 10^{9}\cdot x^{-8}+4,58595115847765779830\cdot 10^{10}\cdot x^{-10}+7,08501308149515401563\cdot 10^{11}\cdot x^{-12}\\~~~+5,06084464593475076774\cdot 10^{12}\cdot x^{-14}+1,43468549171581016479\cdot 10^{13}\cdot x^{-16}+1,11535493509914254097\cdot 10^{13}\cdot x^{-18}\end{array}}}\right)\\&&\\g(x)&\approx &{\dfrac {1}{x^{2}}}\cdot \left({\frac {\begin{array}{l}1+8,1359520115168615\cdot 10^{2}\cdot x^{-2}+2,35239181626478200\cdot 10^{5}\cdot x^{-4}+3,12557570795778731\cdot 10^{7}\cdot x^{-6}\\~~~+2,06297595146763354\cdot 10^{9}\cdot x^{-8}+6,83052205423625007\cdot 10^{10}\cdot x^{-10}+1,09049528450362786\cdot 10^{12}\cdot x^{-12}\\~~~+7,57664583257834349\cdot 10^{12}\cdot x^{-14}+1,81004487464664575\cdot 10^{13}\cdot x^{-16}+6,43291613143049485\cdot 10^{12}\cdot x^{-18}\\~~~-1,36517137670871689\cdot 10^{12}\cdot x^{-20}\end{array}}{\begin{array}{l}1+8,19595201151451564\cdot 10^{2}\cdot x^{-2}+2,40036752835578777\cdot 10^{5}\cdot x^{-4}+3,26026661647090822\cdot 10^{7}\cdot x^{-6}\\~~~+2,23355543278099360\cdot 10^{9}\cdot x^{-8}+7,87465017341829930\cdot 10^{10}\cdot x^{-10}+1,39866710696414565\cdot 10^{12}\cdot x^{-12}\\~~~+1,7164723371736605\cdot 10^{13}\cdot x^{-14}+4,01839087307656620\cdot 10^{13}\cdot x^{-16}+3,99653257887490811\cdot 10^{13}\cdot x^{-18}\end{array}}}\right)\\\end{array}}}